# アカネスミレ
アカネスミレ（茜菫、学名：Viola phalacrocarpa）はスミレ科スミレ属の多年草。植物体全体に密毛がある。

## 特徴
無茎の種。地下茎は短い。高さは5-10cmになる。葉は根生し、長さ3-10cmになる葉柄があって束生し、葉柄に短い開出毛が生えるかときに無毛、上部には翼がある。葉身は平開し、長さ2-5cm、幅2-3cm、卵形から長卵形で、先端は鋭頭から鈍頭、基部は浅い心形、縁には鈍鋸歯がある。表面は鮮緑色または白味をおびた淡緑色、裏面は紫色をおびることがあり、表面と裏面葉脈上に毛が生える。花後、果期の葉は大型になり、長さ8cmに達する。
花期は4-5月。葉の間から長さ5-10cmになる花柄を伸ばし、横向きに花をつける。花の位置は葉より低いこともあれば、高いこともある。花柄には毛が生えるか、または無毛。花の径は約1.5cm、ふつう濃紅紫色から紅紫色をしている。花弁は長さ10-13mm、紫色のすじが入り、側弁の基部に毛が生える。唇弁の距は長さ7-8mmになる細い円筒形で、細毛が生える。萼片は広披針形で、その後部の付属体には2-3個の鋸歯があり、それらに毛が生える。雄蕊は5個あり、花柱は太いカマキリの頭形になり、上部が左右に鋭角的に張り出す。果実は蒴果で、一面に細毛が生える。染色体数は2n=24。

## 分布と生育環境
日本では、北海道、本州、四国、九州に分布し、日当たりのよい山地や原野、丘陵地に生育する。世界では、朝鮮半島、中国大陸（北部・東北部）、極東ロシアに分布する。

## 名前の由来
和名のアカネスミレは「茜菫」の意で、花の色が紅紫色であり、茜色であることからによる。
種小名（種形容語）phalacrocarpa は、「果に毛のない」の意味。

## ギャラリー

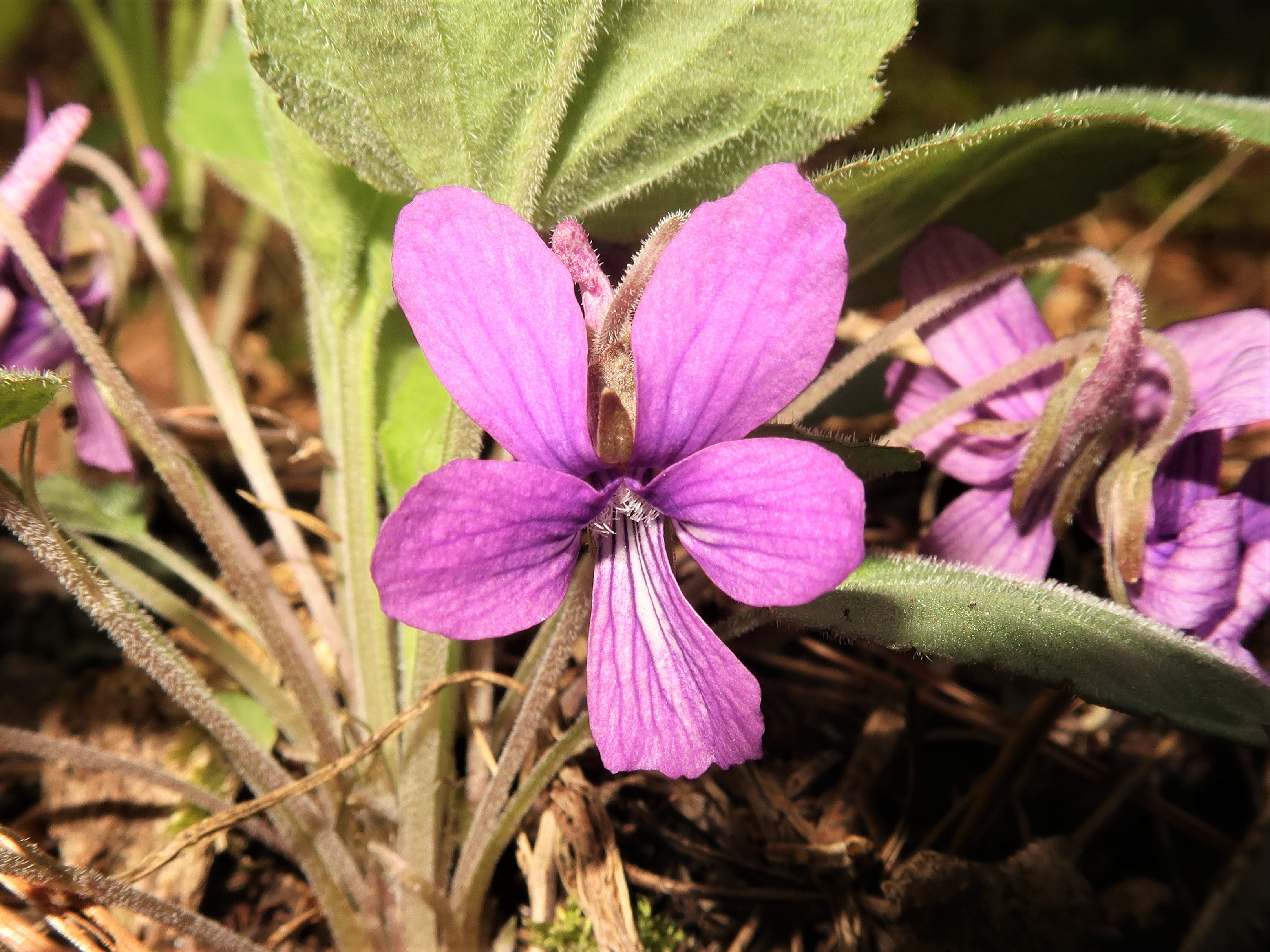
花は紅紫色で、紫色のすじが入り、側弁の基部は有毛。雄蕊が見えない咲き方をする。
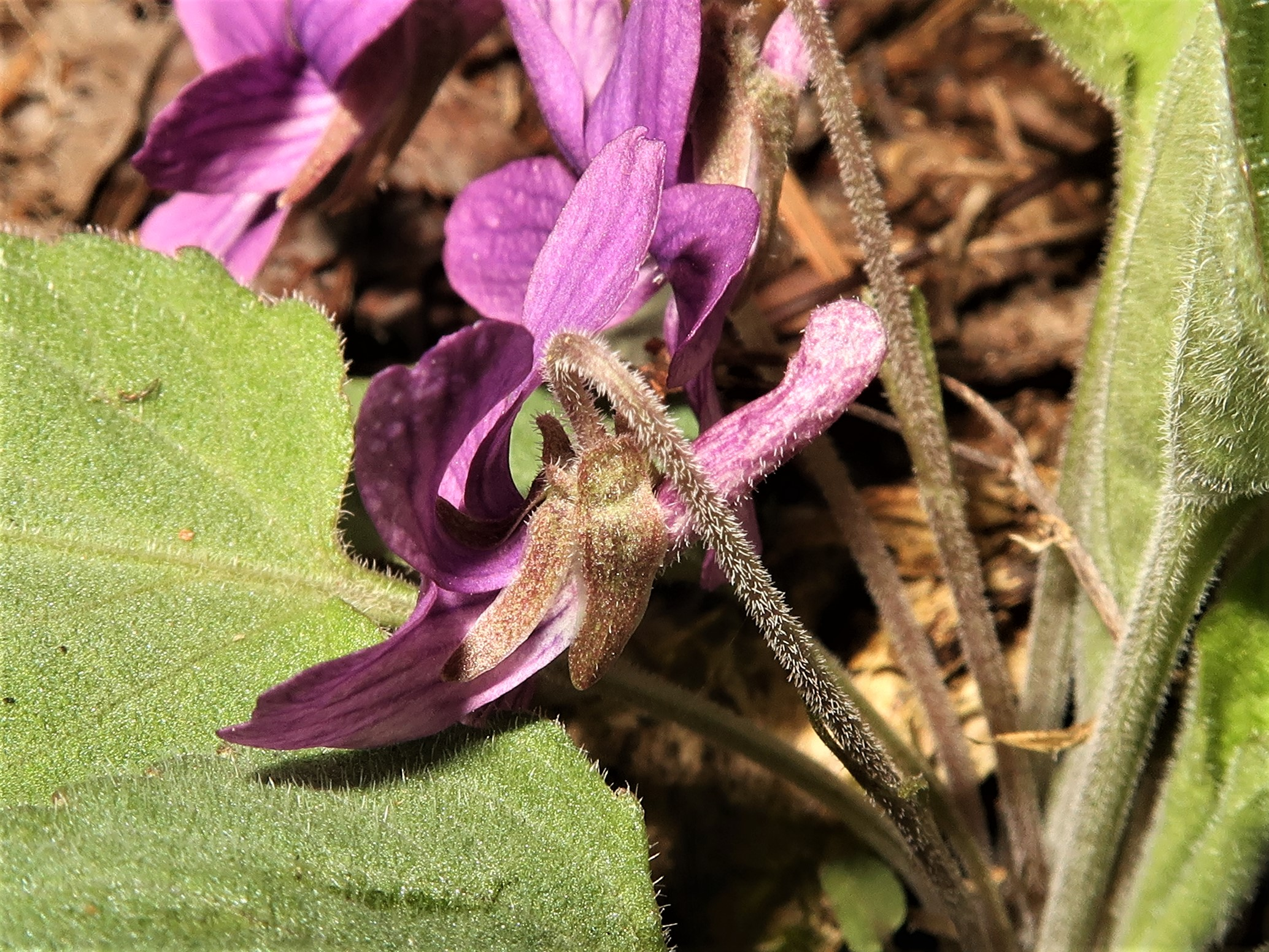
唇弁の距は細い円筒形で、細毛が生える。萼片と付属体にも毛が生える。
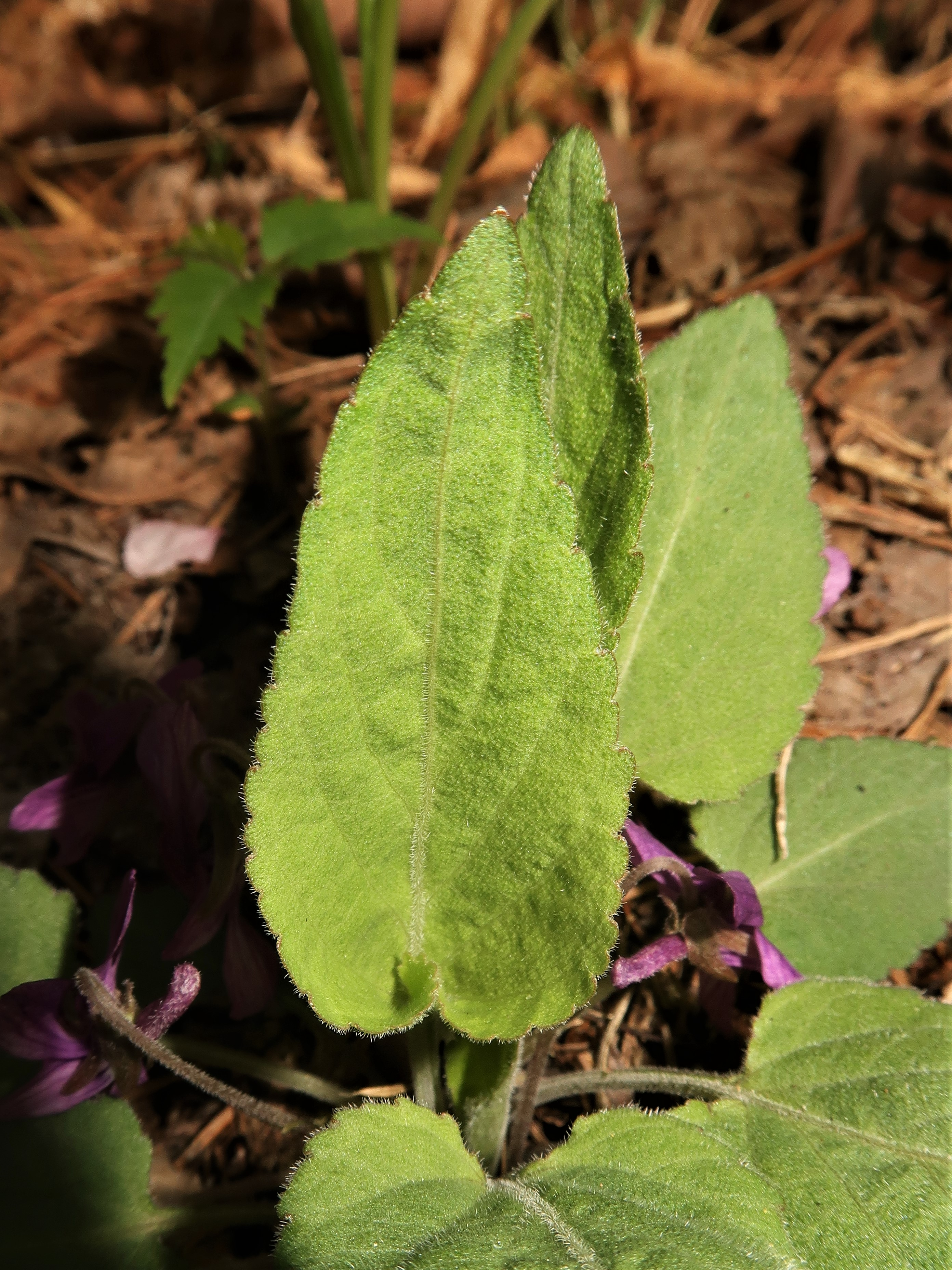
葉は長卵形で、縁には鈍鋸歯があり、表面は白味をおびた淡緑色で毛が生える。
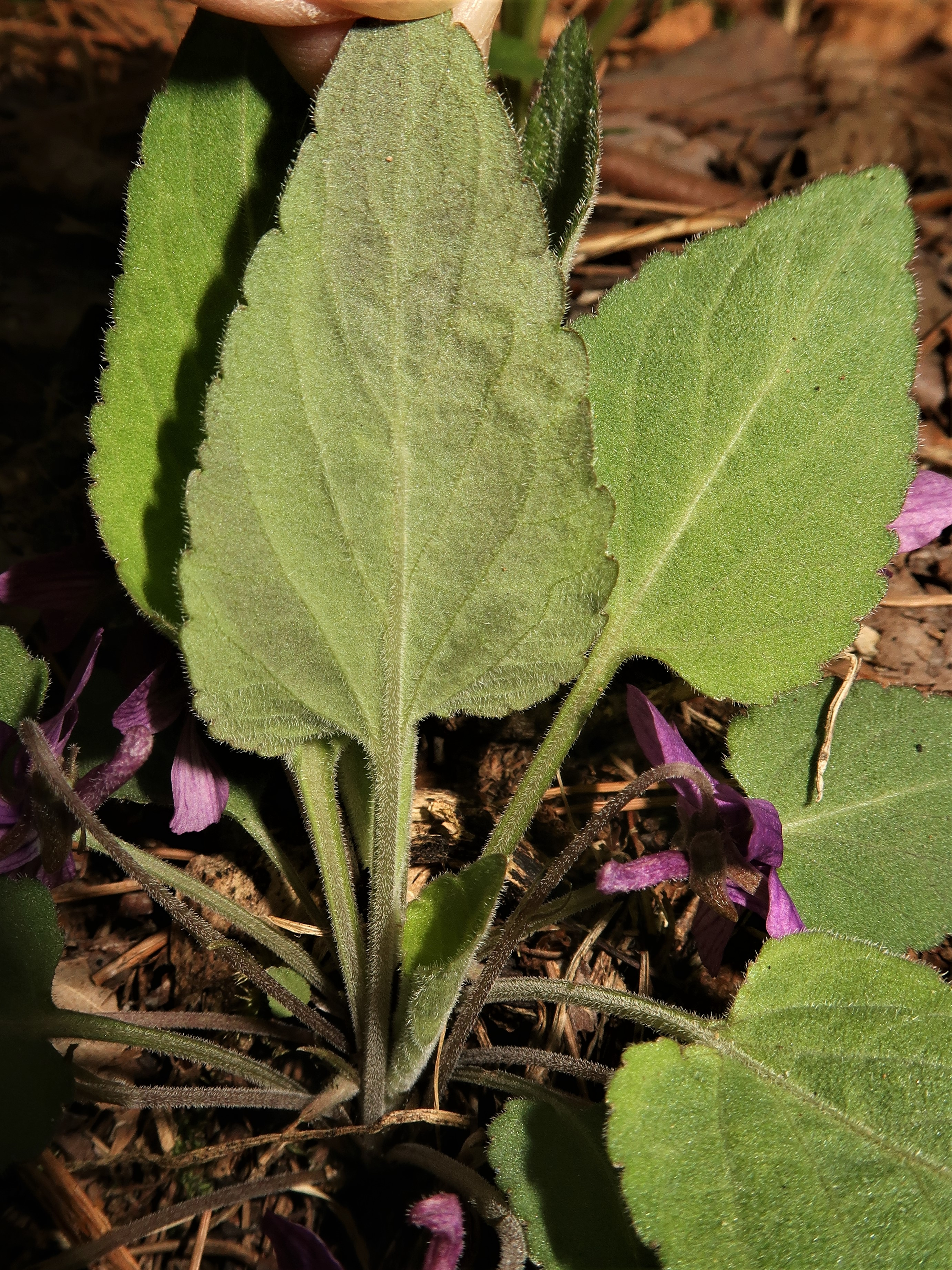
葉の裏面の葉脈上に毛が生え、葉柄にも毛が生える。

## 下位分類
- コボトケスミレ Viola phalacrocarpa Maxim. f. chionantha Hiyama[6] - 白花品種[2]。
- オカスミレ Viola phalacrocarpa Maxim. f. glaberrima (W.Becker) F.Maek.[7] - 全体に無毛の品種。側弁の基部には毛がある。変種 var. glaberrima W.Becker とする見解もある[2][8]。
- シロバナウスゲオカスミレ Viola phalacrocarpa Maxim. f. leucantha Hiyama[9] - オカスミレの白花品[2]。
- ナガワスミレ Viola phalacrocarpa Maxim. f. plena Okuhara ex T.Shimizu[10]
- ウスゲオカスミレ Viola phalacrocarpa Maxim. f. subpubescens Hiyama ex F.Maek.[11]

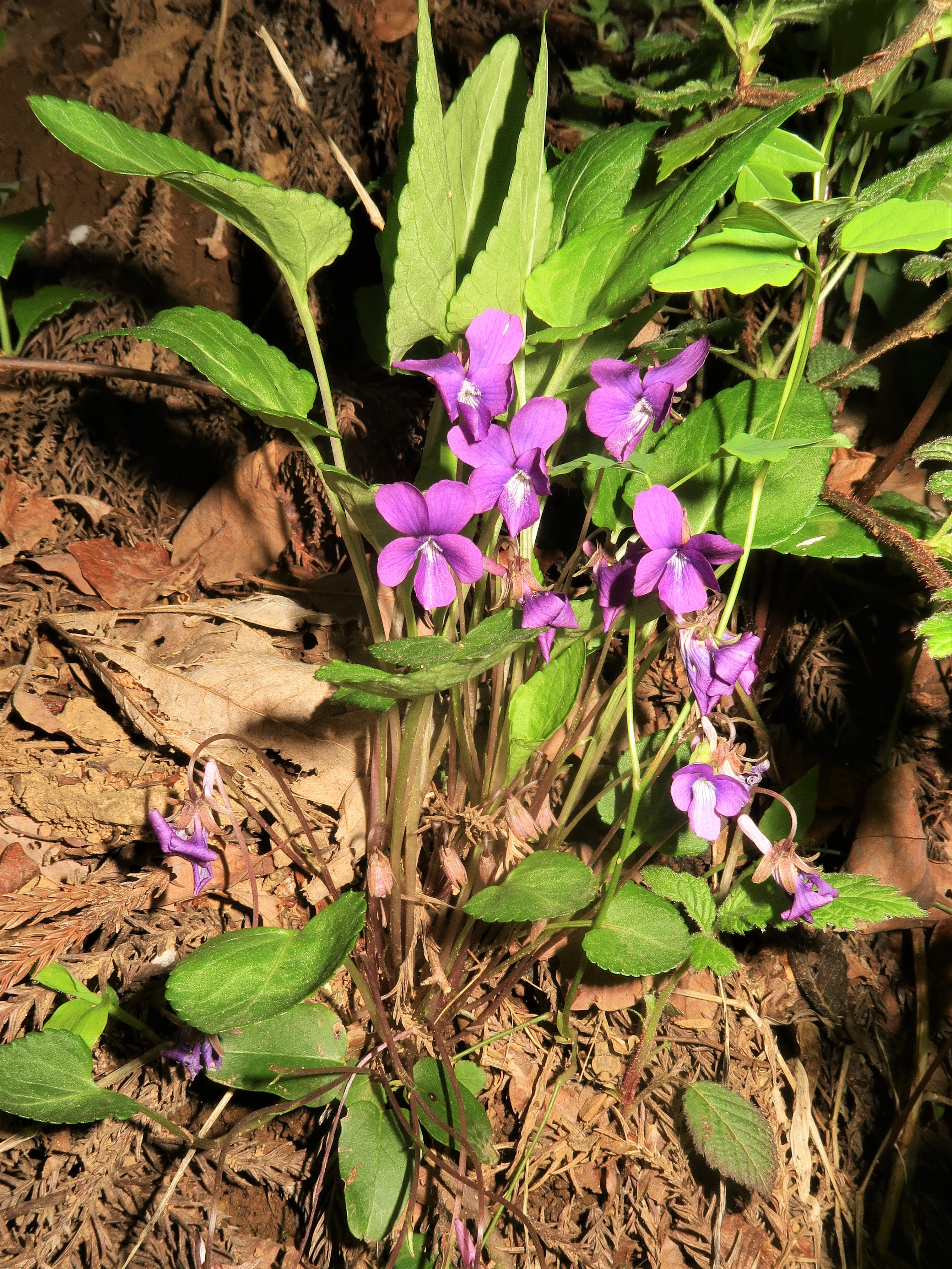
オカスミレ、東京都八王子市、2022年4月下旬

## 交雑種
- カミヤマスミレ Viola phalacrocarpa Maxim. f. glaberrima (W.Becker) F. Maek. × V. yedoensis Makino[12] - オカスミレ×ノジスミレ[12]。
- カクマスミレ Viola phalacrocarpa Maxim. × V. variegate Fisch. ex Ging. var. nipponica Makino[13] - アカネスミレ×ゲンジスミレ[13]。
- フギレアカネスミレ Viola eizanensis Makino x V. phalacrocarpa Maxim.[14] - エイザンスミレ×アカネスミレ[14]。